# Jacob Wukie
Jacob Wukie, né le 11 mai 1986 à Massillon (Ohio), est un archer américain.

## Carrière
Il obtient avec Jake Kaminski et Brady Ellison la médaille d'argent par équipes aux Jeux olympiques d'été de 2012 à Londres.